# BKK Textilgruppe Hof
Die BKK Textilgruppe Hof (BKK TGH) war ein Träger der gesetzliche Krankenversicherung aus der Gruppe der Betriebskrankenkassen. Sie war nur für den Freistaat Bayern geöffnet. Ihren Ursprung hatte die Krankenkasse in der Hoftex Group. 

## Entwicklung und Finanzen
Seit 2010 erhob die BKK TGH einen einkommensabhängigen Zusatzbeitrag, 2010 bis 2023 in Höhe von 0,9 Prozent. Die Verwaltungsausgaben lagen 2022 bei 4,46 Prozent der Gesamtausgaben und damit bei 178,65 Euro je Versichertem (Vorjahr: 170,87 Euro). Ab dem 1. Januar 2024 wurde der Zusatzbeitrag auf 1,3 Prozent erhöht. Ein Fusionsvorhaben mit der BKK Faber-Castell & Partner wurde seit 11. Juni 2024 durch das Bundeskartellamt geprüft und am 26. Juni 2024 durch die Krankenkasse zurückgenommen. Anstatt der Fusion folgte zum 1. Juli 2024 eine weitere Erhöhung des Zusatzbeitrags auf 2,8 Prozent.
Zum 1. Januar 2025 wurde die BKK TGH von der MHplus Betriebskrankenkasse übernommen.

## Trägerunternehmen
Die BKK TGH hatte mehrere Trägerunternehmen:
- Hoftex Group AG (vormals TGH Textilgruppe Hof AG)
- Hoftex GmbH (vormals Hof Garn GmbH)
- Hoftex Weberei GmbH (vormals Hof Weberei GmbH)
- Tenowo GmbH (vormals eswegee Vliesstoff GmbH)
- Hoftex Immobilien I GmbH (vormals Textilgruppe Hof Immobilien GmbH)
- Neutex Home Deco GmbH